# Club Deportivo Femarguín
El Club Deportivo Femarguín, conocido como C. D. Femarguín SPAR Gran Canaria por motivos de patrocinio, es un club de fútbol femenino de la localidad de Arguineguín. Fundado en el año 2009, actualmente juega en el Grupo Sur de la Segunda Federación de España.

## Historia
Aunque su fundación fuese en el año 2009 el equipo tuvo su precedente en 2002 cuando Miki Sánchez decidió crear una sección femenina del conjunto local C. D. Arguineguín. Ocho años más tarde las jugadoras pasaron a formar parte del recién fundado C. D. Femarguín, un equipo exclusivamente femenino.
Su primer título lo consiguieron en la temporada 2007-2008 (aún como CD Arguineguín), y en el que jugaron su primera promoción de ascenso a primera división.
En la temporada 2013-2014 juega su segunda promoción de ascenso, siendo subcampeonas de Canarias y segundo mejor clasificado de todos los grupos de la segunda división nacional.
En la temporada 2014-2015 se proclama campeona de Canarias tras derrotar en la final a doble partido a la U. D. Granadilla tras ganar 3-2 en casa y empatar a 1-1 en casa en el sur de Tenerife. Ambos equipos fueron candidatos a primera división.
En las temporadas 2015-2016, 2016-2017, 2017-2018 y 2018-2019 fueron campeonas de su grupo y candidatas al ascenso a la primera división femenina.

## Organigrama deportivo

### Jugadoras

#### Guardametas
| - 1 Aco Guedes. | - 13 Paula Coba. |

#### Defensas
| - 2 Estefanía López. - 3 Mawi González. - 5 Sara Rodríguez. | - 12 Patricia Teixidó. - 17 Luzmery Queipo. - 20 Cristina Mejías. | - 22 Minori Chiba. - 23 María García. - 28 Sofía Milla. |

#### Centrocampistas
| - 6 Cynthia Trujillo. - 15 Evelyn Acosta. - 16 Valentina Camara. | - 21 Brenda Castellano. - 25 Brenda Milán. - 26 Amanda Godoy. | - 29 Elena Pérez. - 31 Ariadna Quintana. - 33 Haridian Santana. |

#### Delanteras
| - 9 Patricia Estupiñán. - 10 Zaira Medina. | - 11 Astrid Álvarez. - 14 Yaiza Relea. | - 18 Carol González. - 19 Elena Pradilla. |